# ILLIAC IV

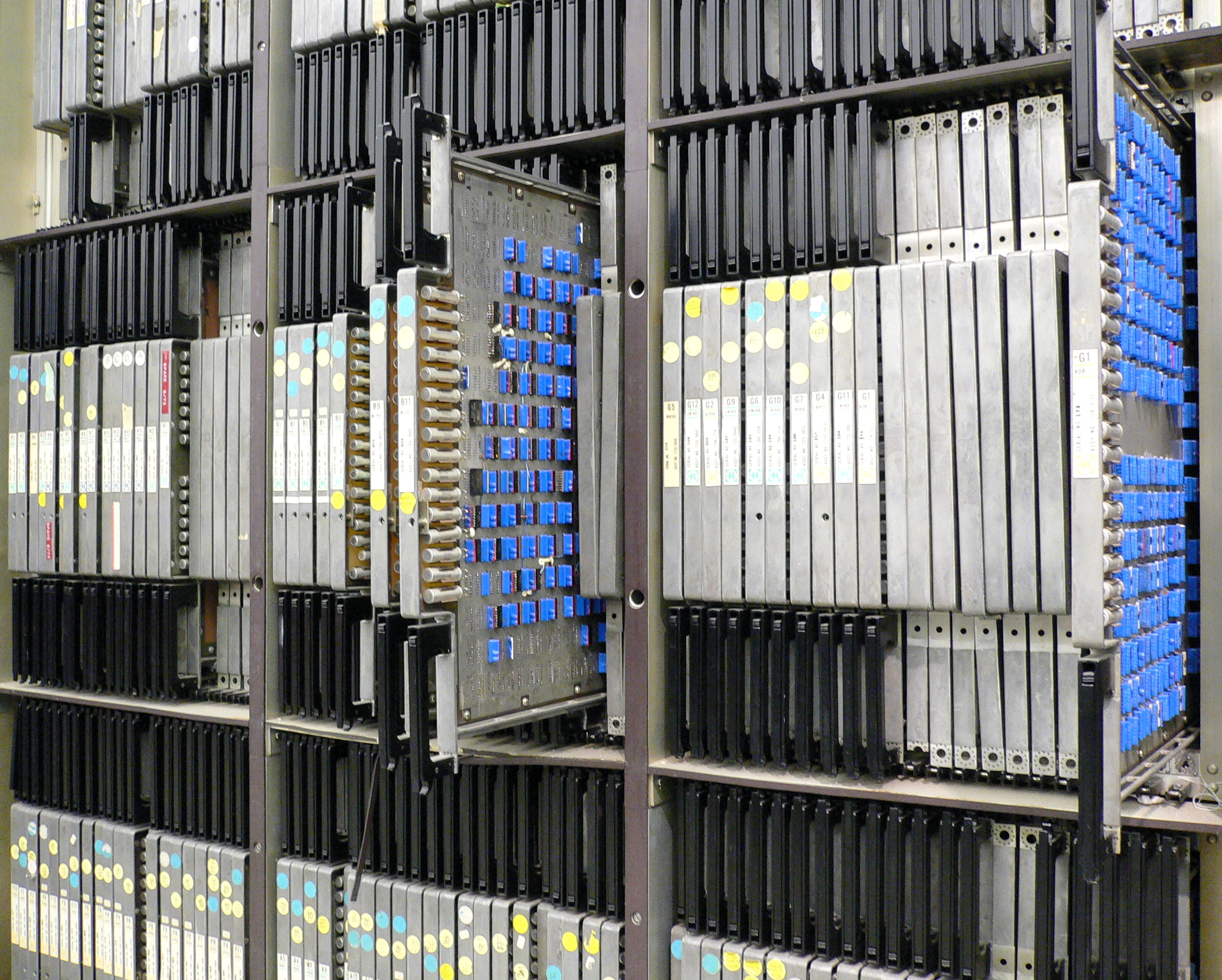
ILLIAC IV parallel computer's CU

O ILLIAC IV foi um supercomputador construído pela Universidade de Illinois e financiado pelo governo dos Estados Unidos, sua construção custou 31 milhões de dólares. O projeto terminou em 1981.